# Список дипломатичних місій Ефіопії

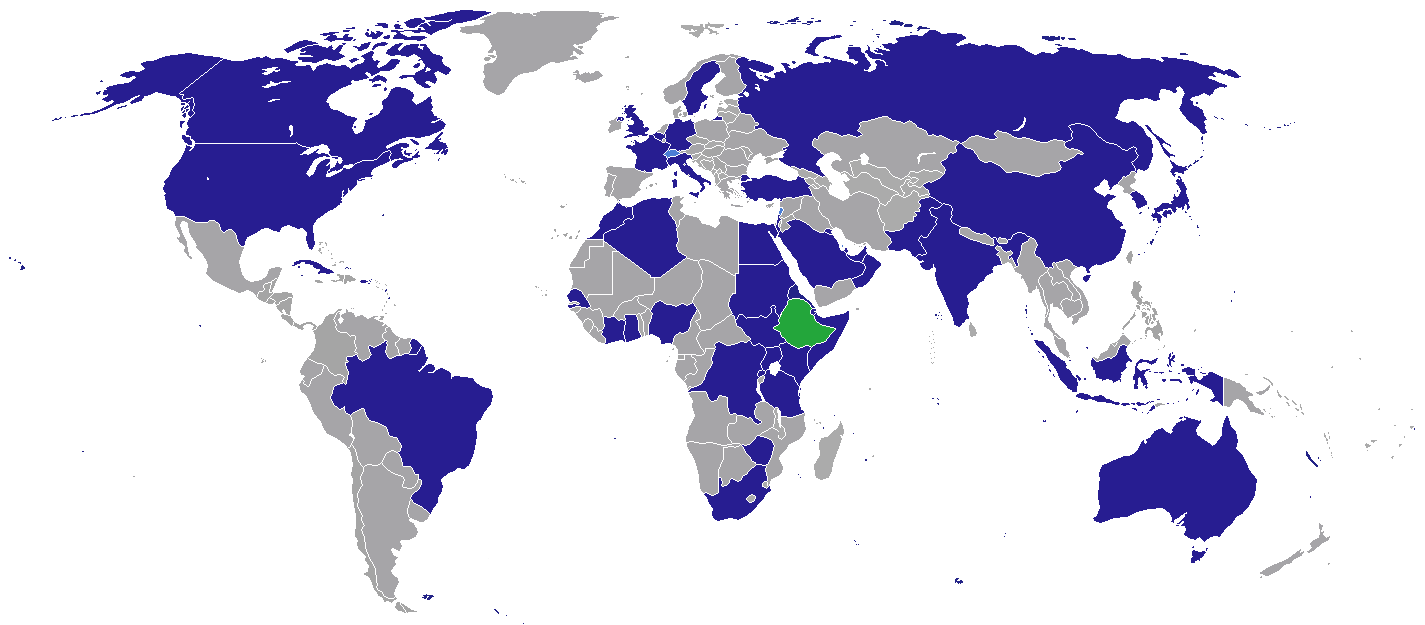
Карта країн де є дипломатичні місії Ефіопії

У цьому списку показані всі дипломатичні місії Ефіопії, що розташовані в інших державах.

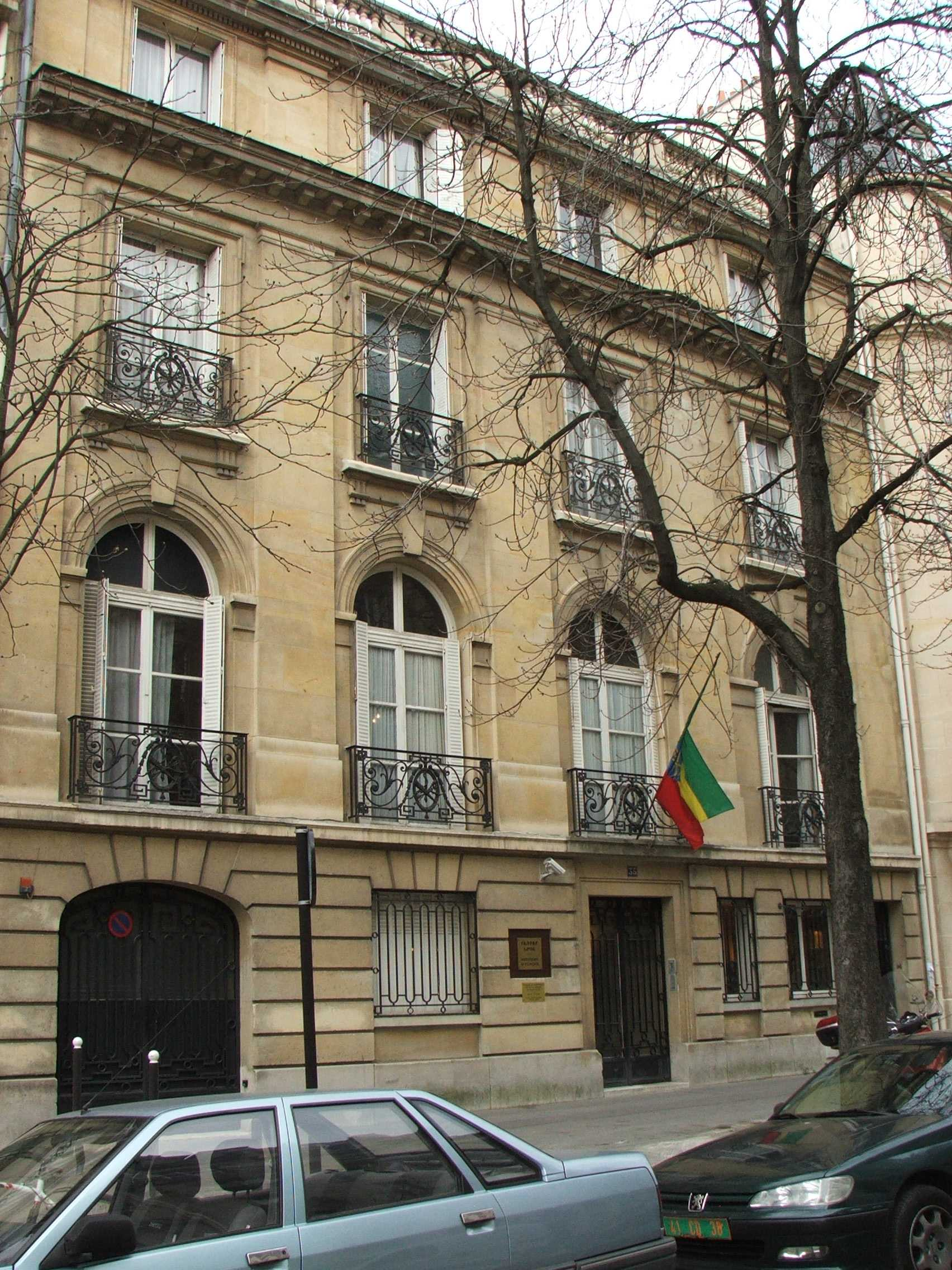
Посольство Ефіопії в Парижі

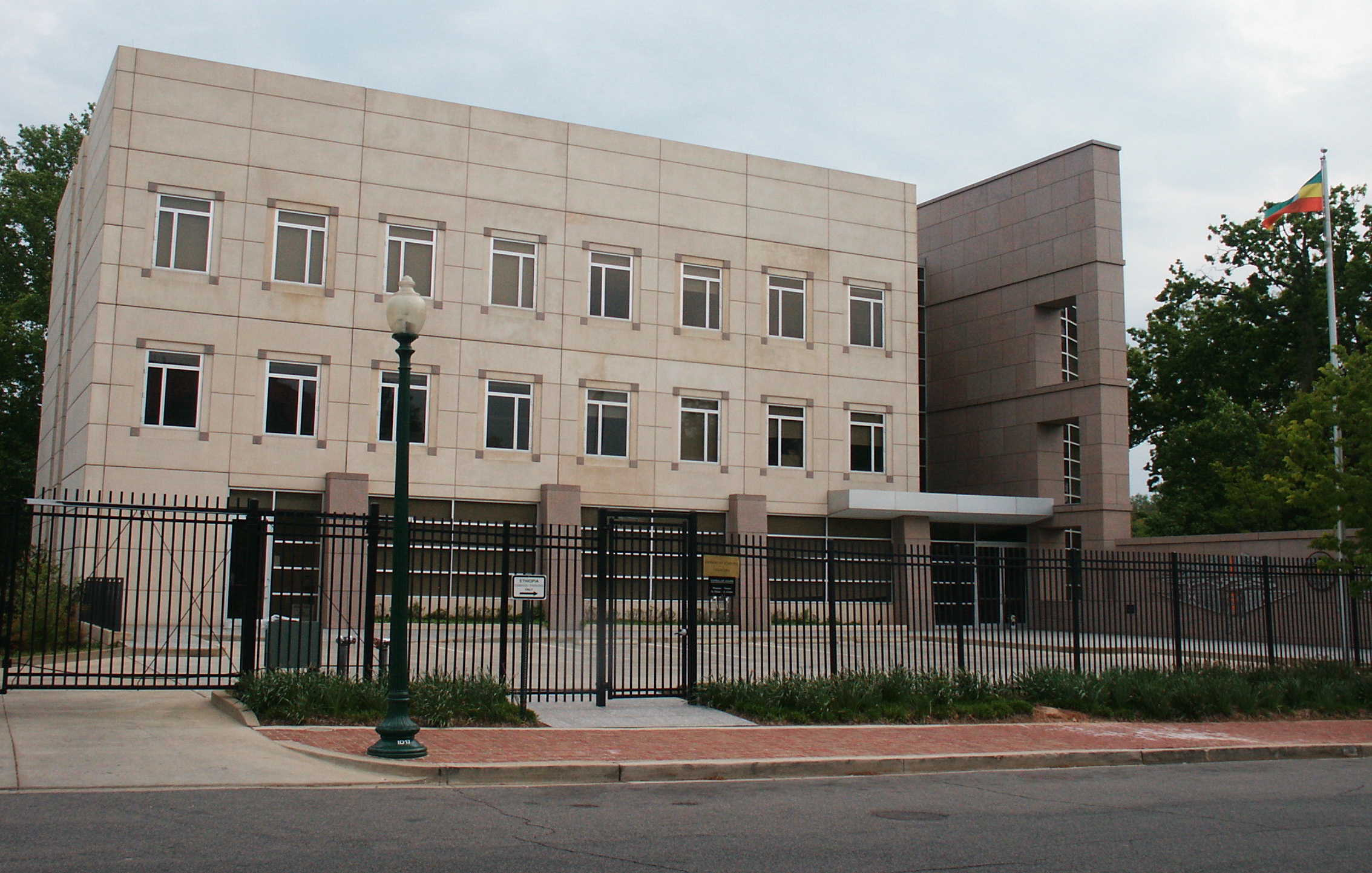
Посольство Ефіопії у Вашингтоні

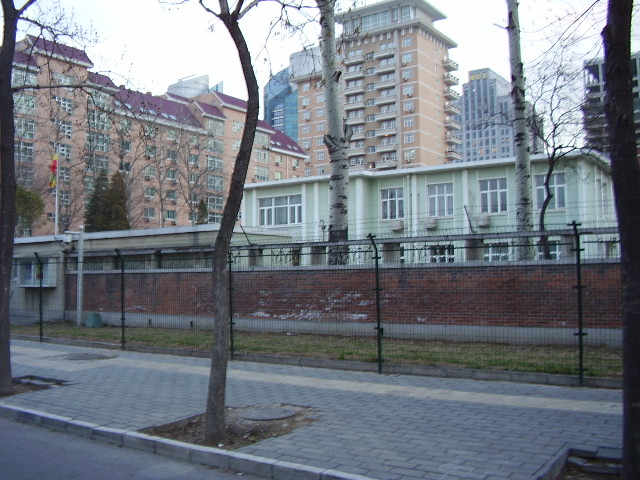
Посольство Ефіопії в Пекіні

## Європа
- Австрія, Відень
- Бельгія, Брюссель
- Франція, Париж
- Німеччина
  - Берлін
  - Франкфурт
- Греція, Афіни
- Ірландія, Дублін
- Італія, Рим
- Нідерланди, Гаага
- Росія, Москва
- Швеція, Стокгольм
- Велика Британія, Лондон

## Америка
- Канада, Оттава
- Бразилія, Бразиліа
- Куба, Гавана
- США
  - Вашингтон
  - Лос-Анджелес

## Близький Схід
- - Тель-Авів
  - Кувейт
  - Бейрут
  - Ер-Ріяд
  - Джидда
  - Анкара
  - Дубай
  - Сана

## Африка
- - Абіджан
  - Джибуті
  - Каїр
  - Аккра
  - Найробі
  - Абуджа
  - Дакар
  - Алжир
  - Харгейса
  - Преторія
  - Хартум
  - Кампала
  - Хараре

## Азія
- - Пекін
  - Нью-Делі
  - Токіо

## Океанія
- Австралія, Канберра